# Дніпровський автовокзал
Дніпровський автовокзал — центральний автовокзал міста Дніпро. Входить до складу ПАТ «Дніпровське обласне підприємство автобусних станцій». Розташований поблизу залізничної станції Дніпро-Головний, на вулиці 128-ї Бригади Тероборони, 10.

## Опис
Будівля автовокзалу побудована у стилі пізнього модернізму. Споруда складається з двох рівнів платформ: автобуси під'їжджають з різних рівнів перонів, які оточують площу перед автовокзалом, а над ними височіє триповерховий простір із готелем — складна конструкція і невелика за розмірами ділянка вимагали нетипових рішень. Стилістика формувалась під впливом необхідності забезпечити функціонування автовокзалу та авторського задуму створити універсальний простір розподілу потоків пасажирів, який трактується як продовження просторів вулиць та площ міста.

## Історія
Автовокзал побудований у 1993 року за проєктом українського архітектора Володимира Весніна у стилі пізнього модернізму, яка має найскладнішу конструкцію в Україні. Свої ідеї архітектор також втілив у будівлях річкового вокзалу й обласного суду у Дніпрі.
В ніч на 24 серпня 2023 року російські окупанти завдали ракетного удару по автовокзалу. Внаслідок обстрілу будівля автовокзалу зазнала руйнувань: пошкоджені вікна та легкі конструкції будівлі. Вибуховою хвилею зазнали руйнування торговельні кіоски біля головного входу, а також дах у сусідніх будинках та вибиті шибки. Наступного дня, 25 серпня, автовокзал відновив роботу за звичайним графіком. Відновлено відправлення автобусів за усіма напрямками. Попередня експертиза будівлі не виявила критичних пошкоджень, тож ухвалено рішення про якнайшвидше відновлення повноцінної роботи.

## Основні напрямки

### Місцевого формування

#### Васильківський напрямок
- Дніпро — Березове
- Дніпро — Васильківка
- Дніпро — Великомихайлівка
- Дніпро — Вишневе
- Дніпро — Гаврилівка
- Дніпро — Гуляйполе
- Дніпро — Покровське

#### Кам'янський напрямок
- Дніпро — Верхньодніпровськ
- Дніпро — Горішні Плавні
- Дніпро — Дніпровське (Кам'янський район)
- Дніпро — Дніпровокам'янка
- Дніпро — Кам'янське
- Дніпро — Київ
- Дніпро — Кременчук
- Дніпро — Лихівка
- Дніпро — Лубни

#### Запорізький напрямок
- Дніпро — Запоріжжя

#### Криворізький напрямок
- Дніпро — Вознесенськ
- Дніпро — Зеленодольськ
- Дніпро — Інгулець
- Дніпро — Кривий Ріг
- Дніпро — Нова Одеса
- Дніпро — Одеса
- Дніпро — Очаків
- Дніпро — Терни
- Дніпро — Умань

#### Магдалинівський напрямок
- Дніпро — Бузівка
- Дніпро — Зачепилівка
- Дніпро — Заплавка
- Дніпро — Йосипівка
- Дніпро — Казначеївка
- Дніпро — Крапнопілля
- Дніпро — Личкове
- Дніпро — Магдалинівка
- Дніпро — Нехвороща
- Дніпро — Оленівка
- Дніпро — Полтава-1
- Дніпро — Почино-Софіївка
- Дніпро — Ряське
- Дніпро — Топчине
- Дніпро — Чернеччина

#### Нікопольський напрямок
- Дніпро — Апостолове
- Дніпро — Марганець
- Дніпро — Нікополь
- Дніпро — Покров
- Дніпро — Херсон

#### Самарівський напрямок
- Дніпро — Голубівка
- Дніпро — Губиниха
- Дніпро — Ковпаківка
- Дніпро — Котовка
- Дніпро — Мінеральні Води (Павлоградський район)
- Дніпро — Миколаївка (Самарівський район)
- Дніпро — Миролюбівка
- Дніпро — Михайлівка (Самарівський район)
- Дніпро — Орлівщина
- Дніпро — Перещепине
- Дніпро — Приорільське
- Дніпро — Самар-1
- Дніпро — Сахновщина
- Дніпро — Суми
- Дніпро — Харків
- Дніпро — Хащеве
- Дніпро — Хуторо-Губиниха
- Дніпро — Черкаське
- Дніпро — Шандрівка

#### Павлоградський напрямок
- Дніпро — Краматорськ
- Дніпро — Межова
- Дніпро — Новов'язівське
- Дніпро — Павлоград
- Дніпро — Петропавлівка
- Дніпро — Просяна
- Дніпро — Тернівка
- Дніпро — Шахтарське
- Дніпро — Юріївка

#### Петриківський напрямок
- Дніпро — Бабайківка
- Дніпро — Кам'янське-Лівобережне
- Дніпро — Китайгород
- Дніпро — Комарівка (Полтавський район, Полтавська область)
- Дніпро — Лебедин
- Дніпро — Лозуватка
- Дніпро — Любомирівка
- Дніпро — Миргород
- Дніпро — Михайлівка
- Дніпро — Озера
- Дніпро — Орлівка
- Дніпро — Петриківка
- Дніпро — Полтава-1
- Дніпро — Прядівка
- Дніпро — Маячка
- Дніпро — Придніпрянське
- Дніпро — Ромни
- Дніпро — Рудка
- Дніпро — Хутірське
- Дніпро — Царичанка
- Дніпро — Чаплинка
- Дніпро — Щербинівка
- Дніпро — Юр'ївка

#### Приміський напрямок
- Дніпро — Балівка
- Дніпро — Калинове
- Дніпро — Олександрівка
- Дніпро — Пашена Балка
- Дніпро — Сурсько-Михайлівка

#### П'ятихатський напрямок
- Дніпро — Вінниця
- Дніпро — Жовті Води
- Дніпро — Кропивницький
- Дніпро — Олександрія
- Дніпро — Черкаси
- Дніпро — Чернівці

#### Солонянський напрямок
- Дніпро — Веселе
- Дніпро — Ганно-Мусіївка
- Дніпро — Гаркушине
- Дніпро — Григорівка
- Дніпро — Котлярівка
- Дніпро — Лугове
- Дніпро — Микільське
- Дніпро — Новомар'ївка
- Дніпро — Новопокровка
- Дніпро — Петриківка
- Дніпро — станція Рясна
- Дніпро — Солоне

### Транзитні
- Кам'янське-1 — Херсон
- Кам'янське-1 — Апостолове
- Київ — Запоріжжя
- Кривий Ріг — Суми
- Кривий Ріг — Кам'янське-1
- Кривий Ріг — Слов'янськ
- Харків — Жовті Води
- Херсон — Суми